# APS Atromitos Athinon 2021-2022
Questa voce raccoglie le informazioni riguardanti l'APS Atromitos Athinon nelle competizioni ufficiali della stagione 2021-2022. 

## Rosa
| N. |                                 | Ruolo | Calciatore                |
| -- | ------------------------------- | ----- | ------------------------- |
| 1  | Bosnia ed Erzegovina (bandiera) | P     | Kenan Pirić               |
| 2  | Grecia (bandiera)               | D     | Stauros Vasilantōnopoulos |
| 4  | Serbia (bandiera)               | C     | Đorđe Denić               |
| 5  | Grecia (bandiera)               | C     | Dīmītrīs Chatzīīsaias     |
| 6  | Grecia (bandiera)               | C     | Spyros Natsos             |
| 7  | Grecia (bandiera)               | C     | Alexandros Kartalīs       |
| 8  | Grecia (bandiera)               | C     | Charilaos Charisīs        |
| 9  | Grecia (bandiera)               | A     | Marios Tzavidas           |
| 10 | Brasile (bandiera)              | C     | Thomás Bedinelli          |
| 11 | Argentina (bandiera)            | C     | Matías Pisano             |
| 12 | Grecia (bandiera)               | D     | Nikolaos Athanasiou       |
| 14 | Spagna (bandiera)               | C     | Juan Muñiz                |
| 18 | Grecia (bandiera)               | C     | Giannis Tsakiris          |
| 19 | Grecia (bandiera)               | D     | Kyriakos Kivrakidīs       |

| N. |                    | Ruolo | Calciatore               |
| -- | ------------------ | ----- | ------------------------ |
| 20 | Grecia (bandiera)  | A     | Euthymios Koulourīs      |
| 21 | Austria (bandiera) | C     | Patrick Salomon          |
| 22 | Belgio (bandiera)  | A     | Viktōr Klōnaridīs        |
| 23 | Grecia (bandiera)  | A     | Kōnstantinos Kōtsopoulos |
| 24 | Grecia (bandiera)  | D     | Theofanīs Mauromatīs     |
| 27 | Grecia (bandiera)  | A     | Geōrgios Ntaviōtīs       |
| 29 | Grecia (bandiera)  | D     | Stefanos Stroungīs       |
| 33 | Spagna (bandiera)  | D     | Dani Castellano          |
| 35 | Grecia (bandiera)  | P     | Chrīstos Mandas          |
| 43 | Grecia (bandiera)  | P     | Giannis Saltas           |
| 44 | Grecia (bandiera)  | D     | Kyriakos Papadopoulos    |
| 77 | Austria (bandiera) | C     | Srđan Spiridonović       |
| 92 | Grecia (bandiera)  | P     | Andreas Gianniōtīs       |